# Dazel Jules
Dazel Jules (* 10. August 1967) ist ein ehemaliger Sprinter aus Trinidad und Tobago, der sich auf den Sprint spezialisiert hat. 1993 gewann er mit der 4-mal-400-Meter-Staffel die Silbermedaille bei den Hallenweltmeisterschaften in Toronto.

## Sportliche Laufbahn
Erste internationale Erfahrungen sammelte Dazel Jules vermutlich bei den CARIFTA Games 1985 in Bridgetown, bei denen er in 10,75 s die Silbermedaille im 100-Meter-Lauf in der U20-Altersklasse gewann. Im Jahr darauf siegte er bei den CARIFTA Games in Les Abymes in 10,51 s über 100 Meter und gewann in 20,87 s die Silbermedaille im 200-Meter-Lauf. Anschließend schied er bei den Juniorenweltmeisterschaften in Athen mit 10,92 s und 22,17 s jeweils in der ersten Runde über 100 und 200 Meter aus. Zudem begann er im selben Jahr ein Studium an der Eastern Michigan University in den Vereinigten Staaten. 1987 schied er bei den Hallenweltmeisterschaften in Indianapolis mit 6,84 s in der ersten Runde im 60-Meter-Lauf aus und schied über 200 Meter mit 21,57 s im Halbfinale aus. Im August schied er bei den Panamerikanischen Spielen ebendort mit 10,27 s im Halbfinale über 100 Meter aus und auch über 200 Meter schied er mit 21,41 s im Semifinale aus. Daraufhin kam er bei den Weltmeisterschaften in Rom mit 21,53 s nicht über die Vorrunde über 200 Meter hinaus. 1991 schied er bei den Hallenweltmeisterschaften in Sevilla mit 21,91 s im Halbfinale über 200 Meter aus und wurde mit der 4-mal-400-Meter-Staffel im Vorlauf disqualifiziert. 1993 gewann er bei den Hallenweltmeisterschaften in Toronto mit der Staffel in 3:07,02 min gemeinsam mit Alvin Daniel, Neil de Silva und Ian Morris die Silbermedaille hinter dem US-amerikanischen Team. Im November schied er bei den Zentralamerika- und Karibikspielen (CAC) in Ponce mit 22,32 s im Vorlauf über 200 Meter aus und belegte mit der 4-mal-100-Meter-Staffel in 40,73 s den fünften Platz. Zudem gewann er mit der 4-mal-400-Meter-Staffel in 3:06,96 min die Silbermedaille hinter dem kubanischen Team. Daraufhin beendete er seine aktive sportliche Karriere im Alter von 26 Jahren.

## Persönliche Bestzeiten
- 100 Meter: 10,33 s, 26. Mai 1989 in Champaign
  - 60 Meter (Halle): 6,84 s, 6. März 1987 in Indianapolis
- 200 Meter: 20,1 s, 7. Mai 1988 in Port of Spain
  - 200 Meter (Halle): 21,57 s, 6. März 1987 in Indianapolis